# Audréane Carrier
Audréane Carrier est une actrice québécoise. 

## Télévision
- 1997 - 1999 : La Boîte à lunch : Chanteuse et comédienne
- 1998 : Réseaux
- 1999 : Bonjour Madame Croque Cerise : Chanteuse – indicatif de série
- 2002 - 2007 : Les Poupées russes : Natalia « Talie » Dubé
- 2002 : Sofa : Chanteuse
- 2003 : Gala Métrostar : Présentatrice
- 2004 : Mannequin d'un jour : Présentatrice
- 2005 : La P'tite Fureur : Artiste invitée
- 2006 : Hey! Réveille
- 2006 - 2010 : Virginie : Annie Sigouin
- 2007 - 2008 : Miss Météo : Juliette Marceau
- 2009 : Aveux : Jeune Jolianne
- 2010 : Yamaska : Alicia Maleski (+ procès dans Toute la vérité en 2013)
- 2015 : Subito texto : Audrey Allard-Fraser (saison 4)
- 2015 : Les Beaux Malaises : Mégane, la "date" à Martin
- 2016 : Motel Monstre[1] : Séréna

## Cinéma
- 2005 : Le Secret de ma mère : Annie
- 2006 : Les 3 P'tits Cochons : Laurence
- 2017 : Identités : Julia

## Documentaires
- 2003 : Sur la paternité
- 2004 : Pères enjeux